# Skilift Gandegg (Zermatt)
Der Schlepplift Gandegg bei Zermatt war mit einer Länge von 2899 Metern seinerzeit der längste Schlepplift der Welt. Er führte vom Trockenen Steg bis zur Talstation des Skilifts Testa 1 an der Schweiz-italienischen Grenze. Die Inbetriebnahme fand 2003 statt. 2019 wurde der Lift stillgelegt und 2022 abgerissen.

## Geschichte
Gebaut wurde der Lift von der Firma Garaventa. Beim Bau wurden zwei bereits zuvor existierende Lifte zusammengefasst. Die Eröffnung des Schlepplifts Gandegg fand am 18. Oktober 2003 statt. Die Fahrzeit betrug rund 15 Minuten, wobei die Benutzer mit T-Bügeln  mit rund 4 Metern pro Sekunde nach oben gezogen wurden. Der Schlepplift hatte damit eine Förderleistung von 1.100 Personen pro Stunde. Im Jahre 2019 wurde der Lift stillgelegt und daraufhin 2022 abgerissen. Als Gründe können die Gletscherbewegungen sowie die neue Erreichbarkeit der Region durch die 3S-Bahn zum Kleinen Matterhorn (seit September 2018) und der neue Verbindungslift zwischen Testa Grigia und Klein Matterhorn angesehen werden.

## Technische Fakten und Besonderheiten
Der Schlepplift startete unmittelbar südlich der Seilbahnstation Trockener Steg auf 2.912 Metern und führte zuerst in südsüdwestlicher Richtung auf den Theodulgletscher. Nach einer leichten Linkskurve, welche technisch mit schrägen Rollenbatterien umgesetzt wurde, folgten auf dem Gletscher verankerte Stützen bis zur Bergstation auf 3.246 Metern in unmittelbarer Nähe der Landesgrenze zwischen der Schweiz und Italien unterhalb des Theodulpasses. Von da bestand die Möglichkeit, mit einem weiteren Schlepplift die Testa Grigia zu erreichen.
Eine Besonderheit des Skilifts Gandegg war der Mittelausstieg. Im Gegensatz zu den teilweise auf einem Gletscher verankerten Stützen stand die Talstation auf festem Boden. Die ersten Stützen waren T-Stützen. Im weiteren Verlauf wurden N-Stützen der Hersteller Bühler und Habegger verwendet, da der Lift über einen Gletscher verlief. Der Antrieb erfolgte über einen Schleifringläufermotor in der Talstation. Für die Aufhängung der Seile wurden 160 Gehänge der Typen Rö 9 und Rö 10 eingesetzt.